# Thọ Sơn, Đồng Nai
Thọ Sơn là một xã thuộc tỉnh Đồng Nai, Việt Nam.
Xã Thọ Sơn có diện tích 76,15 km², dân số năm 2005 là 5.590 người, mật độ dân số đạt 73 người/km².